# .km
.km е интернет домейн от първо ниво за Коморските острови. Администрира се от телекома на Коморите. Представен е през 1998 г.

## Домейни от второ ниво
- .com.km
- .coop.km
- .asso.km
- .nom.km
- .presse.km
- .tm.km
- .medecin.km
- .notaires.km
- .pharmaciens.km
- .veterinaire.km
- .edu.km
- .gouv.km
- .mil.km